# Kurt Hamrin
Kurt Roland Hamrin (Stockholm, 1934. november 19. – Firenze, 2024. február 4.) világbajnoki ezüstérmes svéd válogatott labdarúgó, majd edző.

## Pályafutása
A svéd válogatott tagjaként részt vett az 1958-as világbajnokságon, ahol 4 gólt szerzett, ebből a Svédország – Magyarország mérkőzés – amit 2:1-re a házigazda svédek nyertek meg –, mindkét találatát ő jegyzi. Kurt Hamrin és Agne Simonsson 4-4 góljukkal a svédek legeredményesebb játékosai voltak a vb-n.

## Sikerei, díjai
AC Milan
- Olasz bajnok (1): 1967–68
- Bajnokcsapatok Európa-kupája (1): 1968–69
- Kupagyőztesek Európa-kupája (1): 1967–68

ACF Fiorentina
- Olasz kupa (2): 1960–61, 1965–66
- Kupagyőztesek Európa-kupája (1): 1960–61
- Közép-európai kupa (1): 1965–66

Svédország
- Világbajnoki döntős (1): 1958

Egyéni
- A svéd bajnokság gólkirálya (1): 1954–55 (22 gól)
- Az Olasz kupa gólkirálya (2): 1963–64 (4 gól), 1965–66 (5 gól)
- A Kupagyőztesek Európa-kupájának gólkirálya (1): 1960–61 (6 gól)
- A Közép-európai Kupa gólkirálya (2): 1962 (8 gól), 1966–67 (6 gól)